# ネ130 (エンジン)
ネ130とは、石川島芝浦タービンが1944年から開発したターボジェットエンジンである。陸軍の主導で開発が行われ、試作機が1基製作され試運転が行われたが、飛行試験を行う前に終戦を迎え開発は終了した。

## 概要
1942年（昭和17年）末ごろから陸軍は第二陸軍航空技術研究所（以下二航研）の主導でジェットエンジンの開発を進めており、東京帝国大学航空研究所提案の主エンジン用ネ101モータージェットおよびネ201ターボプロップと、川崎航空機から嘱託として二航研に出向していた林貞助技師提案の基礎研究用ネ0ラムジェットおよび補助エンジン用ネ1・ネ2モータージェット、ネ3・ネ4ターボジェットの開発が進行していた。
しかしエンジン開発は難航し、1944年（昭和19年）7月に遣独潜水艦作戦によってドイツからの技術資料が入手できる見込みとなったことで補助エンジンについては開発中止命令が出された。この時点でネ101は既に6月末で工事停止、ネ201は試作機完成（試運転未実施）、ネ1は部品半成、ネ2は製図未着手、ネ3・ネ4は地上運転実施中で、飛行試験実施に達したものは基礎研究用のネ0のみであった。
さらに陸軍主務に海軍が協力するかたちで民間各社に改めて主エンジン用ターボジェットエンジンの開発が発注され、このうち石川島芝浦タービンに発注されたのがネ130である。
1944年（昭和19年）12月の基本方針決定会議において性能計画値や仕様が決定され、昼夜兼行の突貫工事の結果1号機の二航研納入は翌1945年（昭和20年）3月であった。以後地上での試運転を行い、圧縮機破損等の事故を経つつ8月上旬にはほぼ計画値を達成。同15日に終戦を迎えてからも運転が続けられたが、同16日に異物吸入によって破損、これをもって開発は終了となった。

## 諸元
- 全長：2,750 mm
- 直径：792 mm
- 重量：930 kg
- 圧縮機
  - 形式：軸流式
  - 段数：7段
  - 圧縮比：3.56
- タービン
  - 段数：1段
- 回転数：9,000 rpm
- 空気流入量：22.8 kg/s
- 燃料消費量：900 kg/h
- 推力：900 kg

特筆ない出典は中田金一 (1952, p. 203)による。